# Gotse Deltjev
Gotse Deltjev (bulgariska: Гоце Делчев, turkiska: Nevrâkop) är en ort i Bulgarien.   Den ligger i kommunen Obsjtina Gotse Deltjev och regionen Blagoevgrad, i den sydvästra delen av landet, 130 km söder om huvudstaden Sofia. Gotse Deltjev ligger 535 meter över havet och antalet invånare är 20 471.
Terrängen runt Gotse Deltjev är huvudsakligen kuperad, men västerut är den bergig. Gotse Deltjev är det största samhället i trakten.
Trakten runt Gotse Deltjev består till största delen av jordbruksmark. Runt Gotse Deltjev är det ganska tätbefolkat, med 80 invånare per kvadratkilometer.